# Melomys lutillus
Melomys lutillus  (Thomas, 1913) è un roditore della famiglia dei Muridi endemico della Nuova Guinea.

## Descrizione

### Dimensioni
Roditore di piccole dimensioni, con la lunghezza della testa e del corpo tra 90 e 115 mm, la lunghezza della coda tra 110 e 120 mm, la lunghezza del piede tra 23 e 25,6 mm e la lunghezza delle orecchie tra 14,9 e 16 mm.

### Aspetto
La pelliccia è soffice, morbida e leggermente lucida. Le parti superiori sono grigio-rossicce, mentre le parti ventrali sono bianco fulve con la base dei peli grigia. Una grossa macchia bianca è presente nella regione inguinale. Le zampe sono bianco-giallastre. La coda è più corta della testa e del corpo, è marrone sopra, biancastra sotto ed è ricoperta da 13-19 anelli di scaglie per centimetro, corredata ciascuna da 3 peli.

## Biologia

### Comportamento
È una specie arboricola.

## Distribuzione e habitat
Questa specie è diffusa nella parte centro-settentrionale e centro-meridionale della Nuova Guinea.
Vive nelle praterie, savane e campi agricoli fino a 2.200 metri di altitudine.

## Tassonomia
Sono state riconosciute 2 sottospecie:
- M.l.lutillus: Nuova Guinea centro-meridionale;
- M.l.hintoni (Rümmler, 1935): Nuova Guinea centro-settentrionale.

## Conservazione
La IUCN Red List, considerato il vasto areale, la popolazione numerosa, la tolleranza alla presenza umana e la mancanza di reali minacce, classifica M.lutillus come specie a rischio minimo (Least Concern).